# إيفان فالاداريس
إيفان فالاداريس (بالإسبانية: Iván Valladares)‏ هو مصارع رياضي بيروفي، ولد في 6 مايو 1965.

## وصلات خارجية
- إيفان فالاداريس على موقع قاعدة بيانات المصارعة الدولية (الإنجليزية)
- إيفان فالاداريس على موقع أوليمبيديا (الإنجليزية)